# GI WINNING SIRE
GI WINNING SIRE是由科樂美於2002年發售的代幣遊戲、賽馬遊戲。
Ver.2於2003年發售。
為連續遊玩，採用了以磁性卡保存資料的系統。

## 概要
根據2001年日本中央競馬會的比賽日程表，來循環進行真實存在的草地賽賽事。亦保留了GI LEADING SIRE的順時針及逆時針方向不同的賽道方向。馬和騎師全部都用真名登場。OPEN賽是6匹、GIII、GII賽是8匹馬，GI賽是10匹馬作賽。實況在Ver.1是由短波電台的白川次郎作廣播員，Ver.2則是由山本直也作廣播。

## 遊戲內容
中間是進行模擬賽事的賽場，旁邊圍著12個（沒有大型的3連大螢幕的話就是16個）機台，輕觸屏幕來進行遊戲。遊戲分投注馬票和養成馬匹兩部份，可同時享受兩種不同玩法。
- 投注
有獨贏、馬單和連贏三種投注方式，賠率由1.7倍到5000倍。有獎分（Bouns Point）制度，贏了的分數會以相同的分數加進獎分，達到一定的獎分時在養成遊戲中可以使用特別訓練。最多可以儲存到兩次特別訓練。

- 養成
玩養成遊戲需要有專用的磁卡進行。新開卡時，最先要輸入4個字以內的片假名，而這個名字會顯示在你擁有的馬的馬名之前。之後就必需買馬，每場賽事有4匹馬供玩家選購。因應馬有年齡和性別限定可參加的賽事。一張卡最多可以有6匹馬。

訓練分草地（練速度）、泥地（練耐力）、木片地（平均訓練）、斜路（強化訓練）中選擇慢跑、增強或全力訓練，另外還有特別訓練共5種。狀態變差時也有需要放牧的時候。即使不進行訓練也可以出賽。
- 比賽登記

比賽的登記費是GI需要10個，G2/G3需要5個Credits。隱藏賽事因應各店鋪設定不同而有所不同。一場賽事所有機台中GI賽事只有7匹，其他賽事只有5匹馬可以參賽。隱藏賽只有符合指定條件的馬可以參賽。有四位騎師及各四種跑法共16種配搭可任選其一。跑得第一或第二名的話可獲得獎金，獲得獎金時，會因應選擇騎師時顯示騎師抽取的百分數來扣減獎金。即使跑不進二甲也不會失去馬匹的擁有權。
- 配種

只限牝馬，當勝出一級賽後可以引退當繁殖馬，每年四月配種，配種馬匹很多，有最貴500cr的周日寧靜，平至10cr也有，而配種後翌年會有小馬誕生
而訓練兩年後就可以出賽，而繁殖馬最多只有兩匹
- 上榜

得到很多獎金的馬匹被引退又或者全部GI稱霸、全部賽事稱霸時，會顯示一個密碼。雖然這個密碼在科樂美的官方網站上的指定頁面輸入後可加入網上排名榜，但一直拖延更新中。

## 關聯作品
- GI CLASSIC
- GI CLASSIC WINDS
- GI CLASSIC EX
- GI LEADING SIRE
- GI TURFWILD

## 外部連結
- （日語）GI WINNING SIRE官方網站